# سارا جسی
سارا جسی (به انگلیسی: Sarah Jessie) متولد (۲۶ دسامبر ۱۹۷۷) بازیگر فیلم‌های پورنوگرافی، تن‌نشان و از برگزیدگان تالار مشاهیر جایزه ای‌وی‌ان است.